# Talmud
Talmud (hebrejski: studij, učenje, proučavanje) je jedna od najsvetijih knjiga Židova. Ona je zapravo zbirka rabinskih rasprava o židovskom pravu, etici, običajima, legendama i pričama. Postoje dva Talmuda: Jeruzalemski Talmud (priređen oko 650. godine nove ere) i Babilonski Talmud (priređen oko 500. godine). Uz Tanakh (židovsku bibliju) Talmud je temeljna knjiga židovske religije.
Sastoji se od dva dijela: Mišna (Mishnah), prve zapisane kompilacije židovskog usmenog prava, i Gemare, koji je poznat kao Talmud u užem smislu, rasprave o Mishnahu.
Jezik Talmuda je aramejski. Na hrvatski jezik prevedeni su samo manji izvodi.
Tora je "pisani zakon", dok usmeni, koji je sadržan u Talmudu, govori o primjeni i elaborira njegovu tradiciju.
Ima jak utjecaj na židovsku misao i uvjerenja.
Nije formalni zakon, ali ima utjecaja na ostale kodekse židovskog prava.
Judaizam je religija koja propovijeda vjeru u jednog, bestjelesnog i samo duhovnog Boga, oca svih ljudi. Ovaj Bog predstavlja sveukupnost moralnih savršenstava i od ljudi zahtijeva ljubav i pravednost. Ime Boga zbog njegove svetosti nije dozvoljeno izgovarati. Judaistička religioznost temelji se na poslušnosti prema “božanskom zakonu”. Ovaj zakon sadržan je u hebrejskoj Bibliji. Biblija je sintetiziran rukopis od 24 knjige. Pisana je na hebrejskom i djelomično na aramejskom jeziku. Govori o povijesti, idejama i društvenim borbama judinog naroda. Ujedno to je i zbirka vjerskih i pravnih propisa, kao i starih mitova koje su Judeji preuzeli od drugih naroda istoka. Stari zavjet dijeli se na tri osnovne grupe:
Zakon (hebrejski: Tora, sadrži tzv. Petoknjižje - Pet knjiga Mojsijevih: Knjigu postanka, Knjigu izlaska, Levitski zakonik, Knjigu brojeva i Ponovljeni zakon)
Proroci (sadrži: Veliki i Mali proroci), i
Spisi (Psalmi, Knjiga o Jobu, Priče Salomonove, Prva i Druga knjiga ljetopisa, Ezrina i Nehemijina knjiga, Knjiga o Ruti, Pjesma nad pjesmama, Knjiga propovjednika, Plač Jeremijin, Knjiga proroka Danijela). Mnogi istraživači smatraju da je Stari zavjet prethodna faza u razvoju kršćanske religije koja je izložena u Novom zavjetu.
Za ortodoksnog Židova obavezan je i veliki broj obrednih propisa i propisa o čistoći i ishrani. Osnivač hebrejske religije je Mojsije (hebrejski Moše, oko 1225. pr. Kr.). Praktično jedini izvor za upoznavanje Mojsijevog života, rada i učenja je Biblija, odnosno Stari zavjet. Mojsije je bio hebrejski vođa i zakonodavac koji je narod oslobodio egipatskog ropstva i na gori Sinaju dao im dvije tablice koje su postale temelj hebrejske religije. Mojsije zauzima prvo mjesto među osnivačima religija, pošto njemu u prilog ide kronološko prvenstvo: Zaratustra, Buda, Konfučije, Isus i Muhamed pojavili su se tek mnogo stoljeća poslije njega. Prema Bibliji, Mojsije je čuvajući stoku na brdu Horeb (Sinaj) vidio Boga (Jahve) koji mu je dao moć da vrši čudesna djela i povjerio mu misiju - da se vrati svojim plemenima i oslobodi ih od ropstva.